# Camilla Läckberg
Camilla Läckberg, née le 30 août 1974 à Fjällbacka, est une écrivaine suédoise, qui publie principalement des romans policiers.
En janvier 2010, le classement de plusieurs magazines dédiés à l'édition, dont Livres Hebdo en France et The Bookseller (en) en Grande-Bretagne, la place sixième au rang des écrivains de fiction les plus vendus en Europe en 2009. 
Ses romans se situent très souvent près de son lieu de naissance, la petite ville côtière de Fjällbacka, en Suède,.

## Biographie

### Jeunesse et formation
Camilla Läckberg naît le 30 août 1974 à Fjällbacka.
Après des études à l'école publique, elle étudie à Göteborg et obtient une maîtrise en administration des affaires.

### Carrière
En 2003, Camilla Läckberg se lance dans l'écriture avec la publication de La Princesse des glaces (Isprinsessan), roman qui inaugure la série policière des enquêtes de la romancière Erica Falck et de l'inspecteur Patrik Hedström de la petite communauté de Fjällbacka. En France, ce premier titre est lauréat du grand prix de littérature policière en 2008.
Depuis 2008, elle publie plusieurs livres de cuisine, dont À table avec Camilla Lackberg (Smaker från Fjällbacka) et Fest, mat och kärlek — ce dernier n’est pas encore traduit en France, ainsi qu'une série de littérature d'enfance et de jeunesse ayant pour héros Super-Charlie à partir de 2011.
Les deux premiers romans de la série obtiennent un succès appréciable, mais Le Tailleur de pierre (Stenhuggaren), ce troisième roman obtient un très gros succès de librairie. La série est maintenant traduite dans plus de 50 pays et ses ventes dépassent les 20 millions d'exemplaires, contribuant à rendre mondialement connu le petit port de pêche de Fjällbacka sur le littoral ouest de la Suède.[réf. souhaitée] Depuis la série a été adaptée, en 2007, par la télévision suédoise sous forme de téléfilm avec Elisabet Carlsson (en) dans le rôle d'Erica Falck et Niklas Hjulström (en), celui de Patrick Hedström. et, en France, à partir de 2014, sous forme d'albums de bande dessinée réalisée par le scénariste Olivier Bocquet et la dessinatrice Léonie Bischoff, aux éditions Casterman.
En 2017, elle s'associe avec Christina Saliba et la médecin Sara Löfgren pour développer un projet de clinique privée qui voit le jour le 3 décembre 2019 sous la marque Hedda Care dans le quartier chic de Stureplan en plein cœur de Stockholm.

### Vie privée
Camilla Läckberg a quatre enfants, deux nés d'un premier mariage, un de son second mariage avec Martin Melin (sv), et un de sa relation avec Simon Sköld (sv), adepte suédois de MMA.

## Œuvre

### SérieErica Falck et Patrik Hedström
1. La Princesse des glaces, Actes Sud, coll. « Actes noirs », 2008 ((sv) Isprinsessan, 2003), trad. Lena Grumbach et Marc de Gouvenain  (ISBN 978-2-7427-7547-7)Réédition, Actes Sud, coll. « Babel noir » no 61, 2012 (ISBN 978-2-330-00656-3)
2. Le Prédicateur, Actes Sud, coll. « Actes noirs », 2009 ((sv) Predikanten, 2004), trad. Lena Grumbach et Catherine Marcus  (ISBN 978-2-7427-8179-9)Réédition, Actes Sud, coll. « Babel noir » no 85, 2013 (ISBN 978-2-330-01803-0)
3. Le Tailleur de pierre, Actes Sud, coll. « Actes noirs », 2009 ((sv) Stenhuggaren, 2005), trad. Lena Grumbach et Catherine Marcus  (ISBN 978-2-7427-8662-6)Réédition, Actes Sud, coll. « Babel noir » no 92, 2013 (ISBN 978-2-330-02158-0)
4. L'Oiseau de mauvais augure, Actes Sud, coll. « Actes noirs », 2010 ((sv) Olycksfågeln, 2006), trad. Lena Grumbach et Catherine Marcus  (ISBN 978-2-7427-9106-4)Réédition, Actes Sud, coll. « Babel noir » no 111, 2014 (ISBN 978-2-330-02867-1)
5. L'Enfant allemand, Actes Sud, coll. « Actes noirs », 2011 ((sv) Tyskungen, 2007), trad. Lena Grumbach  (ISBN 978-2-7427-9467-6)Réédition, Actes Sud, coll. « Babel noir » no 121, 2014 (ISBN 978-2-330-03738-3)
6. La Sirène, Actes Sud, coll. « Actes noirs », 2012 ((sv) Sjöjungfrun, 2008), trad. Lena Grumbach  (ISBN 978-2-330-00892-5)Réédition, Actes Sud, coll. « Babel noir » no 133, 2015 (ISBN 978-2-330-05125-9)
7. Le Gardien de phare, Actes Sud, coll. « Actes noirs », 2013 ((sv) Fyrvaktaren, 2009), trad. Lena Grumbach  (ISBN 978-2-330-01896-2)Réédition, Actes Sud, coll. « Babel noir » no 158, 2016 (ISBN 978-2-330-06445-7)
8. La Faiseuse d'anges, Actes Sud, coll. « Actes noirs », 2014 ((sv) Änglamakerskan, 2011), trad. Lena Grumbach  (ISBN 978-2-330-03210-4)Réédition, Actes Sud, coll. « Babel noir » no 175, 2017 (ISBN 978-2-330-07533-0)
9. Le Dompteur de lions, Actes Sud, coll. « Actes noirs », 2016 ((sv) Lejontämjaren, 2014), trad. Lena Grumbach  (ISBN 978-2-330-06402-0)Réédition, Actes Sud, coll. « Babel noir » no 206, 2018 (ISBN 978-2-330-10958-5)
10. La Sorcière, Actes Sud, coll. « Actes noirs », 2017 ((sv) Häxan, 2017), trad. Rémi Cassaigne  (ISBN 978-2-330-08614-5)Réédition, Actes Sud, coll. « Babel noir » no 223, 2019 (ISBN 978-2-330-11997-3)
11. Le Nid du coucou, Actes Sud, coll. « Actes noirs », 2024 ((sv) Gökungen, 2022), trad. Susanne Juul et Andreas Saint-Bonnet  (ISBN 978-2-330-19112-2)

Les onze premiers romans de la série ont fait l'objet, en français, de livres audio publiés chez Audiolib, narrés par Christine Pâris (volumes 1 et 3), Éric Herson-Macarel (volumes 2, 4 et 5), Jean-Christophe Lebert (volumes 6, 7, 8 et 9) et Odile Cohen (volumes 10 et 11).

### SérieMartin Molin
- Cyanure, Actes Sud, coll. « Actes noirs », 2011 ((sv) Snöstorm och mandeldoft, 2006), trad. Lena Grumbach  (ISBN 978-2-330-00134-6)Réédition, Actes Sud, coll. « Babel noir » no 71, 2012 (ISBN 978-2-330-01344-8)
Ce roman met en scène le personnage de Martin Molin, collègue de Patrik Hedström dans la police de Fjällbacka.
- (sv) Mord och mandeldoft, 2013Ce livre reprend l'histoire de Cyanure, y incluant trois nouveaux courts récits policiers se déroulant à Fjällbacka.

### SérieFaye
1. La Cage dorée, Actes Sud, coll. « Actes noirs », 2019 ((sv) En bur av guld, 2019), trad. Rémi Cassaigne  (ISBN 978-2-330-12109-9)Réédition, Actes Sud, coll. « Babel noir » no 259, 2021 (ISBN 978-2-330-15594-0)
2. Des ailes d'argent, Actes Sud, coll. « Actes noirs », 2020 ((sv) Vingar av silver, 2020), trad. Rémi Cassaigne  (ISBN 978-2-330-13851-6)Réédition, Actes Sud, coll. « Babel noir » no 280, 2022 (ISBN 978-2-330-17101-8)

### SérieVincent et Mina
Cette série est coécrite avec Henrik Fexeus.
1. La Boîte à magie, Actes Sud, coll. « Actes noirs », 2022 ((sv) Box, 2021), trad. Susanne Juul  (ISBN 978-2-330-16547-5)Réédition, Actes Sud, coll. « Babel noir » no 312, 2024, 752 p. (ISBN 978-2-330-19680-6)
2. Le Culte, Actes Sud, coll. « Actes noirs », 2023 ((sv) Kult, 2022), trad. Susanne Juul et Andreas Saint-Bonnet  (ISBN 978-2-330-17898-7)Réédition, Actes Sud, coll. « Babel noir » no 319, 2025, 816 p. (ISBN 978-2-330-20331-3)
3. Mirage, Actes Sud, coll. « Actes noirs », 2025 ((sv) Mirage, 2023), trad. Susanne Juul et Andreas Saint-Bonnet, 640 p.  (ISBN 978-2-330-20647-5)

### Romans indépendants
- Femmes sans merci, Actes Sud, coll. « Actes noirs », 2020 ((sv) Kvinnor utan nåd, 2019), trad. Rémi Cassaigne  (ISBN 978-2-330-13573-7)Réédition dans le recueil Petites Histoires cruelles, Actes Sud, coll. « Babel noir » no 300, 2023 (ISBN 978-2-330-18384-4)
- Sans passer par la case départ, Actes Sud, coll. « Actes noirs », 2021 ((sv) Gå i fängelse, 2021), trad. Susanne Juul  (ISBN 978-2-330-15567-4)Réédition dans le recueil Petites Histoires cruelles, Actes Sud, coll. « Babel noir » no 300, 2023 (ISBN 978-2-330-18384-4)

### Livres jeunesse illustrés

#### SérieSuper-Charlie
Super-Charlie est une série de livres jeunesse illustrés par Millis Sarri (tomes 1 à 7) et Therese Larsson (tomes 8 à 9).
1. Super-Charlie, Actes Sud Junior, 2012 ((sv) Super-Charlie, 2011), trad. Lena Grumbach  (ISBN 978-2-330-00541-2)
2. Super-Charlie et le Voleur de doudou, Actes Sud Junior, 2013 ((sv) Super-Charlie och gosedjurstjuven, 2012), trad. Johanna Brock et Erwan Le Bihan  (ISBN 978-2-330-02364-5)
3. Mamie Mystère, Actes Sud Junior, 2015 ((sv) Super-Charlie och mormorsmysteriet, 2013), trad. Johanna Brock et Erwan Le Bihan  (ISBN 978-2-330-05085-6)
4. (sv) Super-Charlie och monsterbacillerna, 2014
5. (sv) Super-Charlie och lejonjakten, 2016
6. (sv) Super-Charlie och den försvunna tomten, 2016
7. (sv) Super-Charlie och skurksystern, 2017
8. (sv) Super-Charlie och spökfällan, 2018
9. (sv) Super-Charlie och flamingokatastrofen, 2019

### Nouvelles
- Café des veuves, in volume La Rencontre, recueil de nouvelles, Éditions Prisma, 2010. Participation aux côtés de Marek Halter, Claudie Gallay, Didier Van Cauwelaert, Éliette Abécassis et Agnès Desarthe. Cette nouvelle a été adaptée en court-métrage sous le titre Le Café des veuves en 2013[7].

### Livres culinaires
- À table avec Camilla Lackberg, Actes Sud, coll. « Cuisine », 2012 ((sv) Smaker från Fjällbacka, 2008), trad. Lena Grumbach  (ISBN 978-2330011390)Écrit avec Christian Hellberg.
- (sv) Fest, mat och kärlek, 2011Écrit avec Christian Hellberg.

## Distinctions

### Récompenses
- 2005 : prix SFTK - écrivain de l'année
- 2006 : prix de littérature du peuple suédois
- 2008 : grand prix de littérature policière pour son roman La Princesse des glaces[8]
- Festival Polar de Cognac 2008 : prix polar du meilleur roman international pour La Princesse des glaces[9]

### Nomination
- 2004 : Bästa svenska kriminalroman pour Predikanten[10]

## Adaptations

### À la télévision
- 2007 : Isprinsessan, téléfilm suédois réalisé par Jonas Grimås (en), adaptation du roman éponyme, avec Elisabet Carlsson (en) dans le rôle de Erica Falck et Niklas Hjulström (en) dans le rôle de Patrick Hedström
- 2007 : Predikanten, téléfilm suédois réalisé par Jonas Grimås (en), adaptation du roman éponyme, avec Elisabet Carlsson (en) et Niklas Hjulström (en)
- 2009 : Stenhuggaren, téléfilm suédois réalisé par Emiliano Goessens (sv), adaptation du roman éponyme, avec Elisabet Carlsson (en) et Niklas Hjulström (en)
- 2010 : Olycksfågeln, téléfilm suédois réalisé par Emiliano Goessens (sv), adaptation du roman éponyme, avec Elisabet Carlsson (en) et Niklas Hjulström (en)
- 2012 : Les Enquêtes d'Érica (Fjällbackamorden), série télévisée suédoise. Le tournage de la série Les Enquêtes d'Érica commence en août 2011, dans la petite ville balnéaire de Fjällbacka. Elle est basée sur les personnages récurrents des romans de Läckberg, mais avec de nouveaux scénarios, exception faite de l'épisode Tyskungen, adaptation du roman éponyme (L'Enfant allemand). L'actrice suédoise Claudia Galli joue le rôle de la romancière Erica Falck et l'acteur suédois Richard Ulfsäter son mari et policier, Patrick Hedström. En France, c'est la chaîne France 3 qui diffuse la série à partir de la fin de l'été 2013[11].

### En bande dessinée
- 2014 : La Princesse des glaces, adaptation du roman éponyme en bande dessinée réalisée par le scénariste Olivier Bocquet et la dessinatrice Léonie Bischoff. Les éditions Casterman publient ce volume le 22 janvier[12],[13].
- 2015 : Le Prédicateur, adaptation du roman éponyme en bande dessinée réalisée par le scénariste Olivier Bocquet et la dessinatrice Léonie Bischoff. Les éditions Casterman publient ce volume le 29 avril.
- 2018 : Le Tailleur de pierre, adaptation du roman éponyme en bande dessinée réalisée par le scénariste Olivier Bocquet et la dessinatrice Léonie Bischoff. Les éditions Casterman publient ce volume le 6 juin.